# Половое воспитание (сериал, 2019)
«Половое воспитание», или «Сексуальное просвещение» (англ. Sex Education) — британский комедийно-драматический телесериал, рассказывающий о проблемах учащихся средней школы английского городка Мурдэйл.
Первый сезон сериала, состоящий из 8 серий, был представлен компанией Netflix 11 января 2019 года. Первый сезон получил очень положительный отзыв зрителей на сайте Rotten Tomatoes. В сериале освещаются такие темы, как сексуальная идентичность, гиперсексуальность, невольное воздержание, мастурбация, любовная застенчивость, подростковая сексуальность, подростковая беременность, рискованное сексуальное поведение.
2 февраля 2019 года Netflix официально продлил сериал на второй сезон, премьера которого состоялась 17 января 2020 года. 10 февраля 2020 года было объявлено, что сериал был продлён на третий сезон. В июне Netflix объявил, что 3 сезон выйдет 17 сентября. 26 сентября 2021 года было объявлено, что сериал продлён на четвёртый финальный сезон, который вышел 21 сентября 2023 года.

## Сюжет
Действие сериала разворачивается в средней школе маленького городка Мурдэйл. В основе сюжета лежат ситуации, в которые попадают одноклассники главного героя — Отиса Милбёрна, живущего со своей матерью — Джин Милбёрн, известным специалистом по сексологии и психологии отношений. В первом сезоне сериала в первые же дни учебного года Отису приходится помочь с сексуальными проблемами школьному хулигану и задире в обмен на обещание оставить в покое его друга. Открывшийся талант решать интимные проблемы подростков становится очевиден для Мэйв Вайли, которая предлагает герою консультировать одноклассников за деньги. Идея сближения с Мэйв побуждает Отиса согласиться и начать делать бизнес с новой подругой.
События второго сезона начинаются во втором семестре учебного года. Отис начинает встречаться с Олой, столкнувшись с реальностью «школьного романа». Кроме того, в школу приезжают новые ученики, готовые поколебать устоявшиеся порядки. «Веселья» всему добавляет начавшаяся эпидемия хламидиоза…

## Актёры и персонажи
= Главная роль в сезоне
     = Второстепенная роль в сезоне
     = Гостевая роль в сезоне
     = Не появляется

### Главные герои
| Эйса Баттерфилд        | Отис Милбёрн      | 8 | 8 | 8 | 8 | 32 |
| Джиллиан Андерсон      | Джин Милбёрн      | 8 | 8 | 8 | 8 | 32 |
| Шути Гатва             | Эрик Эфьонг       | 8 | 8 | 8 | 8 | 32 |
| Эмма Маки              | Мэйв Уайли        | 8 | 8 | 8 | 8 | 32 |
| Коннор Суинделлс       | Адам Грофф        | 7 | 7 | 8 | 8 | 30 |
| Кедар Уильямс-Стирлинг | Джексон Марчетти  | 8 | 8 | 8 | 8 | 32 |
| Алистер Петри          | Майкл Грофф       | 8 | 8 | 6 | 8 | 30 |
| Эйми Лу Вуд            | Эйми Гиббс        | 8 | 8 | 8 | 8 | 32 |
| Мими Кин               | Руби Мэтьюс       | 7 | 4 | 6 | 8 | 25 |
| Чанейл Кулар           | Анвар Бакши       | 6 | 5 | 6 |   | 17 |
| Симон Эшли             | Оливия Ханан      | 6 | 4 | 5 |   | 15 |
| Таня Рейнольдс         | Лили Иглхарт      | 6 | 8 | 8 |   | 22 |
| Микаэль Персбрандт     | Якоб Ньюман       | 4 | 7 | 8 |   | 19 |
| Патриша Эллисон        | Ола Ньюман        | 5 | 8 | 8 |   | 21 |
| Энн-Мари Дафф          | Эрин Уайли        |   | 7 | 5 |   | 12 |
| Раки Такрар            | Эмили Свати Сендс | 5 | 6 | 6 | 1 | 18 |
| Джемайма Кёрк          | Хоуп Хэддон       |   |   | 8 |   | 8  |
| Всего эпизодов         | Всего эпизодов    | 8 | 8 | 8 | 8 | 32 |

- Отис Милбёрн (Эйса Баттерфилд) — учащийся средней школы Мурдэйла, девственник и стесняющийся своего тела «ботаник». Воспитывается матерью, которая является известным практикующим сексологом. Сам себя считает низшим звеном в школьном социуме, много времени уделяет прослушиванию музыки и учёбе. Хорошо разбирается в базовых вопросах психологии отношений.
- Джин Милбёрн (Джиллиан Андерсон) — мать Отиса, развелась с отцом Отиса, который также является известным специалистом в области сексологии. Пытается быть с сыном на одной волне, что регулярно выливается в примеры гипертрофированной заботы и попытки отработать на Отисе «психологические штучки». После развода не является сторонницей постоянных отношений, пользуется популярностью у мужчин Мурдэйла.
- Эрик Эфьонг (Шути Гатва) — лучший друг Отиса, знающий его с самого детства. Эрик — открытый гей, растущий в глубоко религиозной афробританской семье, которая старается принять его сексуальную ориентацию. Эрик — яркий и весёлый парень, который пытается найти свою любовь, но безуспешно, по причине своей небольшой популярности в школе. Играет в школьном оркестре на валторне.
- Мэйв Уайли (Эмма Маки) — школьная оторва и «плохая девчонка», прилагающая все усилия к тому, чтобы подняться с социального дна при помощи усердной учёбы. Мать Мэйв губит пристрастие к алкоголю и наркотикам, отец бросил семью, когда Мэйв была маленькой, брат связан с криминалом. Мэйв увлекается историей литературы и феминизма, любит слушать панк-рок. Сексуально раскрепощённая и дерзкая, она является полной противоположностью Отису. В школе имеет неоднозначную репутацию, отчасти это связано с тем, что она стала жертвой травли. Проживает в трейлер-парке с городской беднотой и крайне стесняется своего образа жизни, часто сталкивается с необходимостью найти деньги для выживания.
- Адам Грофф (Коннор Суинделлс) — сын директора, школьный хулиган и разгильдяй. Живёт и учится, находясь в конфронтации со своей консервативной семьёй. Имеет массу психологических проблем и комплексов. Неожиданно получив психологическую помощь от Отиса, положил начало дружбе главного героя с Мэйв Уайли.
- Джексон Марчетти (Кедар Уильямс-Стирлинг) — школьный староста, любимчик школы и подающий большие надежды спортсмен. Знакомится с Мэйв и старается перевести их встречи из плоскости «секса без обязательств» в статус постоянных отношений. Джексон воспитывается однополой парой, у него две матери.
- Эйми Гиббс (Эйми Лу Вуд) — подруга Руби, также состоящая в клубе «Неприкасаемых». Тайно общается и дружит с Мэйв Вайли. Эйми из состоятельной семьи, поэтому её дом часто используется для тусовок.
- Майкл Грофф (Алистер Петри) — директор средней школы Мордейл и строгий отец Адама.
- Руби Мэтьюс (Мими Кин) — школьная красавица из тусовки «Неприкасаемых», старается держаться только своего круга общения.
- Анвар (Чанейл Кулар) — гей и модник из богатой индийской семьи, один из лидеров «Неприкасаемых».
- Оливия Ханан (Симон Эшли) — член клуба «Неприкасаемых», первая клиентка Отиса и Мэйв.
- Лили Иглхарт (Таня Рейнольдс) — мечтательная одноклассница Отиса с небольшими странностями в поведении. Уделяет всё свободное время созданию эротических комиксов про инопланетные путешествия и поиску первого сексуального партнера. Испытывает большой страх остаться девственницей до окончания школы, беззастенчиво предлагает заняться с ней сексом своим одноклассникам.
- Якоб Ньюман (Микаэль Персбрандт) — сантехник, регулярно приезжающий для ремонтных работ в дом Милбёрнов. Испытывает к матери Отиса большие чувства.
- Ола Ньюман (Патриша Эллисон) — дочь Якоба, влюбившаяся в Отиса. Так же, как и Отис, не имеет опыта отношений.

### Второстепенные герои
| Джим Ховик           | Колин Рэй Хендрикс   | 7 | 6 | 6 | 1 | 20 |
| Деобия Опарей        | Абео Эфьонг          | 6 |   |   |   | 6  |
| Ханна Уэддингем      | София Марчетти       | 4 | 6 | 1 | 3 | 14 |
| Шэрон Дункан-Брюстер | Роз Марчетти         | 3 | 5 |   | 5 | 13 |
| Крис Дженкс          | Стив Морли           | 3 | 7 | 8 |   | 18 |
| Саманта Спайро       | Морин Грофф          | 4 | 6 | 6 | 7 | 23 |
| Лиза Пэлфри          | Синтия               | 4 | 4 | 1 |   | 9  |
| Джо Уилкинсон        | Джеффри              | 3 | 3 | 1 | 1 | 8  |
| Джоджо Макари        | Кайл                 | 3 | 2 | 2 |   | 7  |
| Эдвард Блюмель       | Шон Уайли            | 3 |   |   | 3 | 6  |
| Конор Кларк-Макграт  | Коннор Пирсон        | 5 | 4 | 3 | 4 | 16 |
| Дорин Блэксток       | Беатрис Эфьонг       | 2 | 4 | 3 | 4 | 13 |
| Джеймс Пьюрфой       | Реми Милбёрн         | 2 | 3 |   |   | 5  |
| Сами Уталбали        | Рахим Харрак         |   | 8 | 7 |   | 15 |
| Чиненые Эзеуду       | Вивьен «Вив» Одесаня |   | 7 | 8 | 8 | 23 |
| Джордж Робинсон      | Айзек Гудвин         |   | 7 | 7 | 8 | 22 |
| Джордж Сомнер        | Джо Гудвин           |   | 6 | 3 | 2 | 11 |
| Лино Фасиоль         | Декс Томпсон         |   | 5 | 1 |   | 6  |
| Дуа Салех            | Кэл Боуман           |   |   | 8 | 8 | 16 |
| Индра Ове            | Анна                 |   |   | 5 | 3 | 8  |
| Джейсон Айзекс       | Питер Грофф          |   |   | 3 |   | 3  |
| Робин Холдэуэй       | Лайла                |   |   | 4 |   | 4  |
| Дэниел Ингс          | Дэн                  | 2 |   | 1 | 3 | 6  |
| Таддеа Грэм          | Сара «О» Оуэн        |   |   |   | 8 | 8  |
| Энтони Лекса         | Эбби Монтгомери      |   |   |   | 7 | 7  |
| Феликс Муфти         | Роман                |   |   |   | 7 | 7  |
| Александра Джеймс    | Аиша                 |   |   |   | 8 | 8  |
| Реда Элазуар         | Бо                   |   |   |   | 8 | 8  |
| Анна Франколини      | Глория               |   |   |   | 7 | 7  |
| Лиза МакГриллис      | Джоанна              |   |   |   | 7 | 7  |
| Ханна Гэдсби         | Сэлия                |   |   |   | 7 | 7  |
| Дэн Леви             | Томас Моллой         |   |   |   | 4 | 4  |
| Мари Ретер           | Эллен Расмусен       |   |   |   | 4 | 4  |
| Имани Яхшуа          | Тайрон Хэррис        |   |   |   | 4 | 4  |
| Белла Маклин         | Джем Редвуд          |   |   |   | 6 | 6  |
| Джоди Тёрнер-Смит    | Бог                  |   |   |   | 3 | 3  |
| Гболахан Обисесан    | пастор Сэмюэл        |   |   |   | 4 | 4  |
| Шэк Бенджамин        | Адедейо              |   |   |   | 5 | 5  |
| Энди Ошо             | Никки Боуман         |   |   |   | 3 | 3  |
| Эшан Акбар           | директор Лакхани     |   |   |   | 3 | 3  |
| Всего эпизодов       | Всего эпизодов       | 8 | 8 | 8 | 8 | 32 |

## Сезоны
| Сезон | Серии | Серии | Даты показа      | Даты показа      |
| ----- | ----- | ----- | ---------------- | ---------------- |
| 1     | 8     | 8     | 11 января 2019   | 11 января 2019   |
| 2     | 8     | 8     | 17 января 2020   | 17 января 2020   |
| 3     | 8     | 8     | 17 сентября 2021 | 17 сентября 2021 |
| 4     | 8     | 8     | 21 сентября 2023 | 21 сентября 2023 |

## Список эпизодов

### Сезон 1 (2019)
| № общий | № в сезоне | Название   | Режиссёр    | Автор сценария             | Дата премьеры  |
| --- | ---------- | ---------- | ----------- | -------------------------- | -------------- |
| 1 | 1          | «Эпизод 1» | Бен Тейлор  | Лори Нунн                  | 11 января 2019 |
| Отис, шестнадцатилетний студент колледжа, живущий со своей матерью Джин, известным секс-терапевтом, испытывает проблемы с мастурбацией. Его лучший друг Эрик, открытый гей, говорит, что все их одноклассники занимались сексом в течение лета. Адам, школьный хулиган и сын директора, не может испытать оргазм после секса со своей подружкой Эйми. Эйми делится проблемой со своей подругой Мэйв, которая имеет репутацию распутницы. Адам и Отис получают совместное задание, и, придя к Отису домой, Адам узнаёт, что его мать — сексолог, несмотря на попытки Отиса скрыть это. На следующее утро он рассказывает всем об этом, заставляя смущённого Отиса убежать, но Мэйв следует за ним. Позже они находят в заброшенном школьном туалете Адама, который страдает от последствий приёма трёх таблеток виагры. Тот делится своей ситуацией, и Отис советует ему принять самого себя. На следующий день Адам раздевается перед всей школой в рамках «принятия себя». У него получается достичь оргазма с Эйми, но она бросает его, потому что после своей выходки он её смущает. Мэйв предлагает Отису организовать в школе клинику секс-терапии, где она будет отвечать за организацию, а Отис — консультировать.                                                                                           |            |            |             |                            |                |
| 2 | 2          | «Эпизод 2» | Бен Тейлор  | Лори Нунн                  | 11 января 2019 |
| Эйми устраивает у себя дома вечеринку, где Отис и Мэйв пытаются найти клиентов, раздавая бесплатные советы (по аналогии с пробниками товара, как предложил Эрик). Эрик пытается научить девушек правильно выполнять фелляцию, но у одной из них срабатывает рвотный рефлекс, что приводит к катастрофе. Отис случайно запирается в ванной с парой, которые поранили друг друга при попытке заняться сексом, и устраивает им сеанс терапии. Адам врывается на вечеринку, где видит Эйми, разговаривающую с другим парнем, и разбивает об его голову урну с прахом бабушки Эйми. Джин пытается найти общий язык с сыном, который, по её мнению, отдаляется от неё, а Отис обижается, считая поведение матери навязчивым. Мэйв обнаруживает, что беременна, и занимается сексом с Джексоном, чтобы отвлечься от этих мыслей, но он хочет отношений. Разочарованная своим положением, она говорит Отису, что секс-терапия — плохая идея, от которой стоит отказаться. На следующий день сразу несколько учеников обращаются к Отису за советом и готовы платить, вдохновлённый этим, он сообщает Мэйв, что намерен следовать плану. |            |            |             |                            |                |
| 3 | 3          | «Эпизод 3» | Бен Тейлор  | Софи Гудхарт               | 11 января 2019 |
| Отису снится Мэйв, и у него случается эякуляция, что он безуспешно пытается скрыть от Джин. Мэйв собирается сделать аборт, но политика клиники требует, чтобы кто-то забрал её после операции. Она просит Отиса, он соглашается, думая, что она зовёт его на свидание. Эрик проходит прослушивание в музыкальную группу колледжа, и кларнетистка Лили предлагает ему помощь с освоением материала. Оказавшись у него дома, она пытается переспать с ним, но позже они развлекаются с косметикой и смотрят гей-порно, когда Эрик говорит, что он — гей. Мисс Сендс, преподаватель английского языка, уличает Мэйв в плагиате и призывает больше использовать свой талант себе на пользу. Отис приходит раньше времени, его прогоняют, и он даёт советы по отношениям паре, которая протестует против абортов у стен клиники. Джексон побеждает в соревнованиях по плаванию, но расстраивается, узнав, что Мэйв не была на трибуне. После аборта Отис провожает Мэйв до дома, и на прощание они обнимаются. |            |            |             |                            |                |
| 4 | 4          | «Эпизод 4» | Бен Тейлор  | Лора Нил и Лори Нунн       | 11 января 2019 |
| Отис и Мэйв продолжают переписываться, а Джексон ищет способ попросить Мэйв быть его девушкой. Он обращается к Отису за советом и платит ему аванс; пытаясь вернуть деньги, тот невольно даёт советы об интересах Мэйв, и Джексон пользуется этой информацией. Джин испытывает симпатию к Джейкобу, мастеру, который приехал ремонтировать её ванную. Когда Отис смотрит лесбийское порно, исследуя проблемы своих клиентов-лесбиянок, в комнату внезапно заходит Ола, дочь Джейкоба. Эрик получает работу выгуливателя собак и случайно заставляет собаку Адама убежать из парка, что приводит к проблемам Адама с отцом. Лили предлагает Отису заняться сексом, так как они оба девственники, но он отказывается. Отис проводит сеанс со своими клиентами в бассейне, но безуспешно. После они устраивают шуточную драку в бассейне с Мэйв, и у Отиса случается эрекция, которую он скрывает. Джексон снова спрашивает совета насчёт Мэйв, Отис предлагает совершить какой-то грандиозный жест, в надежде, что её это отпугнёт. Но это работает и Мэйв соглашается быть девушкой Джексона. |            |            |             |                            |                |
| 5 | 5          | «Эпизод 5» | Бен Тейлор  | Софи Гудхарт и Лора Хантер | 11 января 2019 |
| Джексон приглашает Мэйв на ужин с родителями, но всё идёт не так, когда они начинают расспрашивать её про семью, поэтому она сбегает через чёрный ход. Позже она извиняется перед ним и рассказывает про свою неблагополучную семью, а он признаётся в своих психологических проблемах. Мэйв и Отис пытаются выяснить, кто распространяет непристойную фотографию одного из их клиентов. Эрик с Отисом планируют посмотреть фильм «Хедвиг и злосчастный дюйм», одевшись в героев фильма, следуя их традиции в день рождения Эрика. Увлёкшись разгадкой тайны фотографии, Отис бросает Эрика. У того крадут телефон и бумажник, а по дороге домой его избивают два гомофоба. Он звонит Джин, которая забирает его домой, когда Отис возвращается, у них с Эриком случается серьёзная словесная перепалка, и они расходятся. |            |            |             |                            |                |
| 6 | 6          | «Эпизод 6» | Кейт Херрон | Лори Нунн и Фредди Сиборн  | 11 января 2019 |
| Во флешбэке маленький Отис случайно видит, как его отец Реми занимается сексом со своей пациенткой, что приводит к разводу его родителей. Следуя совету отца, Отис соглашается принять предложение Лили. Когда они пытаются заняться сексом, Отис невероятно неуклюж, а потом испытывает паническую атаку, потому что действия Лили вызывают его детские воспоминания. Эрик чувствует себя всё более изолированным и пытается одеваться «нормально». В итоге на репетиции он набрасывается на руководителя школьной группы, а затем ударяет Анвара в коридоре, что приводит к отстранению до конца года. Его отец пытается поговорить с ним, но безуспешно. Адам выигрывает конкурс сочинений с эссе, за которое он заплатил Мэйв. Мисс Сендс (как и Отис) догадывается, что его написала Мэйв, и сообщает директору Гроффу, который тоже что-то подозревает. Отис даёт советы Эйми, чей новый парень хочет, чтобы она проявляла инициативу в постели. Джин всё ещё увлечена Джейкобом, поэтому нарочно создаёт ситуацию, чтобы он приехал, и они сближаются. Шон, брат Мэйв, возвращается после долгого отсутствия; между ними возникает напряжённость, но позже они примиряются. Ола и Отис пытаются разобраться в своих чувствах по отдельности, но Ола делает первый шаг, усложняя ситуацию.                    |            |            |             |                            |                |
| 7 | 7          | «Эпизод 7» | Кейт Херрон | Софи Гудхарт               | 11 января 2019 |
| Мэйв и Отис не хотят идти на школьный вечер танцев, но Джексон и Ола заставляют их изменить решение. Мэйв пытается саботировать отношения Олы и Отиса, но Ола невосприимчива к её попыткам; позже она пытается поговорить с Отисом, но он невольно оскорбляет её, и она уходит. Вдохновлённый вновь обретённой уверенностью, Эрик приходит на танцы, где мирится с Отисом. Во время танцевального вечера Лиам, клиент Отиса, угрожает сброситься с декораций, но у Отиса получается отговорить его, произнеся страстную речь о неразделённой любви, что производит впечатление на Мэйв. Джексон признаётся, что заплатил Отису за советы в отношении Мэйв, создав конфликт между ними. Позже пьяный Джексон конфликтует со своей властной матерью и уходит из дома, приходит к Мэйв и признаётся ей в любви. Адам вступает в физическую ссору с отцом, напрягая их и без того непростые отношения. Когда Джейкоб говорит Джин, что хочет серьёзных отношений, она отказывает, чтобы не усложнять зарождающиеся отношения Олы и Отиса. Отис находит черновик новой книги Джин, в которой описываются его сексуальные расстройства. |            |            |             |                            |                |
| 8 | 8          | «Эпизод 8» | Кейт Херрон | Лори Нунн                  | 11 января 2019 |
| Мистер Грофф находит наркотики, которые Шон продавал во время танцев, и полагает, что Мэйв и Отис организовали наркотрафик в школе. Когда он угрожает вызвать полицию, Мэйв берёт ответственность на себя, делая себя кандидатом на отчисление. Она защищается перед комиссией, но решение откладывается. Джексон, расстроенный словами Мэйв о том, что она его не любит, начинает пропускать тренировки. Он говорит мистеру Гроффу, что снова будет представлять школу, если Мэйв оставят, но директор в конце аннулирует сделку. Эрик и Адам оказываются на отработке, в итоге их физическая перепалка приводит к поцелую и сексу, но их отношения разрушаются, когда Адама отправляют в военную академию. Отис борется с навязчивостью Джин, и они решают изменить свою жизнь. Джин идёт домой к Джейкобу, чтобы поставить точку в их отношениях, но в итоге они снова занимаются сексом. Отис мирится с Олой, и она соглашается отвезти его домой. Когда Мэйв возвращается домой, она обнаруживает, что Шон снова сбежал. Также она находит приз за лучшее эссе, который Отис украл из школы, и записку с его извинениями. Решив признать свои чувства к Отису, она отправляется к нему домой, но видит его целующимся с Олой и уходит. Поцелуй возбуждает Отиса, и у него наконец получается помастурбировать. |            |            |             |                            |                |

### Сезон 2 (2020)
| № общий | № в сезоне | Название   | Режиссёр      | Автор сценария           | Дата премьеры  |
| --- | ---------- | ---------- | ------------- | ------------------------ | -------------- |
| 9 | 1          | «Эпизод 1» | Бен Тейлор    | Лори Нунн                | 17 января 2020 |
| Тайным «талантом» Отиса оказывается мастурбация. Но сможет ли он держать свои желания под контролем во время секса с Олой? Тем временем школу накрыла волна паники из-за мнимой эпидемии хламидиоза. |            |            |               |                          |                |
| 10 | 2          | «Эпизод 2» | Софи Гудхарт  | Лори Нунн и Маван Ризван | 17 января 2020 |
| Выступление в школе в качестве сексолога оборачивается для Джин неудачей. А Отис пытается доставить Оле удовольствие, используя различные техники фингеринга, и одновременно консультирует несчастного школьного учителя. Тем временем Мэйв восстанавливают в школе и она возвращается в «клинику секс-терапии».                                                                         |            |            |               |                          |                |
| 11 | 3          | «Эпизод 3» | Софи Гудхарт  | Софи Гудхарт             | 17 января 2020 |
| Эйми неожиданно сталкивается с сексуальным домогательством в автобусе. Рахим оказывает Эрику знаки внимания, а семейный ужин Милборнов оборачивается катастрофой. |            |            |               |                          |                |
| 12 | 4          | «Эпизод 4» | Алиса Сибрайт | Лори Нунн и Рози Джонс   | 17 января 2020 |
| Ола хочет по-настоящему целостных отношений и секса, но Отис сомневается. Между тем Джин, равно как и Мэйв, требует личного пространства в отношениях. А Джексон испытывает страх перед выступлениями. |            |            |               |                          |                |
| 13 | 5          | «Эпизод 5» | Алиса Сибрайт | Лори Нунн и Ричард Гадд  | 17 января 2020 |
| Отис и Эрик решают на время отстраниться от запутанности отношений и отправляются в поход вместе с приехавшим Реми. Мэйв узнаёт, что родители не всегда идеальны. А Ола пытается следовать зову сердца. |            |            |               |                          |                |
| 14 | 6          | «Эпизод 6» | Бен Тейлор    | Софи Гудхарт             | 17 января 2020 |
| Чтобы пережить разрыв с Олой, Отис решает устроить небольшое «сборище» у себя дома, которое, не без участия Эрика, оборачивается настоящим погромом. Вместо планируемого «междусобойчика» в дом приходит 150 незнакомцев. Отис напивается и говорит обидную речь в адрес Олы и Мэйв. Джексон сомневается в правильности своего выбора. Кто же сможет скрыться от правды?                 |            |            |               |                          |                |
| 15 | 7          | «Эпизод 7» | Бен Тейлор    | Лори Нунн                | 17 января 2020 |
| Добро пожаловать в утро-после. «Секс-подросток» устроил в собственном доме огромный бардак — и просто не может перестать рыгать. Оказывается, что прошлой ночью он переспал с Руби, которая не уверена в наличии презерватива, ведь он куда-то «исчез». Во избежание беременности Отис покупает экстренную контрацепцию. По школе расходятся заметки Джин о студентах — начинается хаос. |            |            |               |                          |                |
| 16 | 8          | «Эпизод 8» | Бен Тейлор    | Лори Нунн                | 17 января 2020 |
| Обычный разговор, возможно, уже не поможет Отису и Джин в решении их проблем. Между тем Мэйв в составе «Всезнаек» выходит в финал Национального чемпионата, её отношения с матерью накаляются. А сексуальный Шекспир, похоже, никогда не выйдет из моды… |            |            |               |                          |                |

### Сезон 3 (2021)
| № | № в сезоне | Название   | Режиссёр          | Автор сценария           | Дата премьеры    |
| --- | ---------- | ---------- | ----------------- | ------------------------ | ---------------- |
| 17 | 1          | «Эпизод 1» | Бен Тейлор        | Лори Нанн                | 17 сентября 2021 |
| С началом нового семестра средняя школа Мурдейл приветствует Хоуп Хэддон в качестве своего нового директора, которая обещает вернуть школу в прежнее русло. Отис пытается сохранить случайный секс с Руби в секрете и обнаруживает, что «Король секса» раздаёт мошеннические советы по сексу в заброшенных туалетах. Джин продвигает книгу о своем опыте преподавания полового воспитания в Мурдейле и изо всех сил пытается рассказать Джейкобу о своей беременности. Эрик и Адам публично заявляют о своих отношениях, хотя у Адама есть проблемы с тем, что люди высмеивают его гомосексуальность. Мистер Грофф, живущий со своим богатым, недалёким братом, тщетно пытается устроиться преподавателем. Во время телевизионного интервью Хоуп прерывает голый студент, в панике бегающий по кампусу после того, так как у него по ошибке конфисковали одежду. Отис и Мейв противостоят Кайлу, «Королю секса». Мисс Сэндс призывает Мейв подать заявку на учебу в Соединённых Штатах. Руби решает больше не скрывать своих отношений с Отисом. Отис сообщает Хоуп о секс-клинике, и Хоуп приказывает снести заброшенные туалеты. |            |            |                   |                          |                  |
| 18 | 2          | «Эпизод 2» | Бен Тейлор        | Софи Гудхарт             | 17 сентября 2021 |
| Адам откладывает раскрытие своих отношений с Эриком его матери. Отис и Руби официально объявлены. Джин и Якоб решают стать совместными родителями ожидаемого ребенка Джин, хотя Оле это неприятно. Хоуп внедряет новые руководящие принципы и борется с материалами сексуального характера в школе. Вив вызвалась вместе с Джексоном закрасить стену с граффити, но Кэл, небинарный студент, отговаривает Джексона от этого. Мистер Грофф продолжает бороться с безработицей; подслушав жалобы своего брата, он переезжает в дом мистера Хендрикса. Джин и Якоб пробуют семейную терапию. Мэйв просит Отиса организовать сеансы психотерапии с Джин для Эйми, поскольку она изо всех сил пытается сблизиться со Стивом. Эрик и Адам пытаются заняться сексом, но Адаму не удаётся должным образом объяснить, что он хочет быть снизу, что заставляет Эрика поверить, что он не заинтересован. Отис даёт Адаму совет, как удобнее выражать свои мысли; Адам навещает Эрика, и они проводят ночь вместе. Мэйв вступает в конфронтацию с Эрин, которая отказывается с ней разговаривать, в приёмной семье Элси. Мэйв и Айзек целуются, прежде чем он признаётся, что удалил голосовое сообщение Отиса. Мэйв чувствует себя преданной и уходит. Хоуп понижает Джексона в должности, делает Вив старостой и предписывает школьную форму. |            |            |                   |                          |                  |
| 19 | 3          | «Эпизод 3» | Бен Тейлор        | Лори Нанн и Элис Сибрайт | 17 сентября 2021 |
| Якоб и все остальные переезжают в дом Джин, но между Отисом и Лолой возникают трения. Эйми начинает терапию с Джин. Хоуп назначает Вив ответственной за соблюдение униформы, чему Кэл сопротивляется. Джексон заводит дружбу с Кэлом. Отис, Руби, Эрик и Адам идут на двойное свидание. Эрику больно, когда Адам описывает его просто как друга своей матери и её нового бойфренда. Руби неохотно забирает Отиса к себе домой, где он знакомится с её прикованным к постели отцом Роландом, который курит медицинскую марихуану, поставляемую Джеффри, чтобы облегчить его боль. Отис советует Джеффри помочь Синтии справиться с её горем из-за случайной смерти их кошки. С помощью Айзека Мейв улучшает свои отношения с Эрин. Отис и Ола достигают взаимопонимания по поводу условий своей жизни. Руби звонит Отису и говорит ему, что любит его, но Отис не может заставить себя сказать ей то же самое. |            |            |                   |                          |                  |
| 20 | 4          | «Эпизод 4» | Раньяраро Мапфумо | Селина Лим               | 17 сентября 2021 |
| Руби уклоняется от попыток Отиса заговорить с ней. Мэйв подаёт заявление на участие в учебной программе. Джин и Якоб продолжают семейную терапию, но Якоб скептически относится к её полезности. Лили отправляет статью в местную газету. Хоуп представляет новую программу по взаимоотношениям и половому воспитанию, которая фокусируется только на половом воспитании в духе воздержания. Отис и Мейв протестуют против предоставленной информации и выгоняются из класса. Джин борется со своей беременностью и с тем, чтобы найти общий язык с Якобом. Якоб находит в доме Джин мужское украшение. Мэйв обнаруживает, что кто-то заплатил ей за школьную поездку во Францию, и предполагает, что это были приёмные родители Элси. Мистер и миссис Грофф сталкиваются друг с другом. Миссис Грофф призывает мистера Гроффа связаться с Адамом, но мистер Грофф неверно истолковывает её слова как приглашение снова собраться вместе. У Мэйв свидание за ужином с Айзеком. Когда Отис признаётся, что не любит Руби, она расстаётся с ним. |            |            |                   |                          |                  |
| 21 | 5          | «Эпизод 5» | Бен Тейлор        | Маваан Ризван            | 17 сентября 2021 |
| Эрик и его семья отправляются в Нигерию на свадьбу, в то время как остальные ученики шестого класса посещают поле битвы на Сомме. Мать Эрика просит его не привлекать к себе внимания. Вив сообщает Джексону и Кэлу о форуме, где они могут высказать свои опасения, но Кэла это не убеждает. Отис безуспешно пытается извиниться перед Руби. Джин сталкивается с Хоуп в больнице, где у них происходит краткий разговор о половом воспитании в Мурдейле. Эйми рассказывает Мэйв, что заставила свою мать оплатить поездку Мэйв, что привело к расколу между ними. Джексон и Кэл галлюцинируют после того, как съели волшебные грибы в школьном автобусе, вызывая цепную реакцию, в результате которой Рахим попадает в автомобильную аварию. Адам берет вину за Рахима на себя. Отис и Мейв оказываются в затруднительном положении, когда автобус отправляется без них. Когда Джин и Якоб сталкиваются с бывшим другом Джин, Якоб признается, что не доверяет Джин, и предлагает провести тест на отцовство. Отис и Мейв признаются друг другу в своих чувствах и целуются. Мейв говорит Отису, что ей нужно время, чтобы собраться с мыслями. |            |            |                   |                          |                  |
| 22 | 6          | «Эпизод 6» | Раньяраро Мапфумо | Теми Уилки               | 17 сентября 2021 |
| Мэйв принята в программу, но школа не в состоянии обеспечить её финансированием. История Лили публикуется, что вызывает ещё больше негатива в школьной прессе. Инвесторы и школьный совет оказывают давление на Хоуп, требуя результатов. Хоуп наказывает Кэла, Лили и Адама на глазах у студентов. Рахима отстраняют от занятий, когда он протестует. Мэйв узнает, что Эрин похитила Элси из приёмной семьи. Когда Отис и Айзек соревнуются друг с другом, чтобы помочь Мейв, она выгоняет их обоих. Мистер Грофф возвращает блокнот Джин; они садятся на сеанс психотерапии, где Джин призывает мистера Гроффа найти что-то, что доставит ему счастье. Хоуп дает Вив задание сделать презентацию к предстоящему дню открытых дверей школы. Вив тайно записывает пренебрежительное замечание Хоуп о проблемах учеников и отправляет его другим ученикам. Отис упрекает Джин, когда она спрашивает его о Мейв после того, как Эйми случайно упомянула о ней. Адам просит Рахима помочь ему написать стихи для Эрика. На свадьбе Эрик знакомится с фотографом Оба, который ведёт его в гей-клуб, где они в конечном итоге целуются. |            |            |                   |                          |                  |
| 23 | 7          | «Эпизод 7» | Раньяраро Мапфумо | Софи Гудхарт             | 17 сентября 2021 |
| Сегодня день открытых дверей в средней школе Мурдейл. Лили прогуливает школу и уединяется от Олы, которая просит Отиса вмешаться. Мейв извиняется перед Айзеком, но он не хочет вступать с ней в отношения, если она не уверена в нем. Мэйв и Эйми примиряются и разыскивают Эрин и Элси. Эрин позволяет Элси вернуться в приёмную семью. Хоуп запирает Кэла в комнате, чтобы они не сорвали день открытых дверей. Вив проводит видеопрезентацию, в которой ученики вызывающе заявляют, что они гордятся тем, что их называют «Секс-школой». Хоуп пытается остановить видео, но Руби отбивается от неё. Во время телевизионного интервью у Джин начинаются схватки. Якоб рассказывает психотерапевту о своей покойной жене. Джексон и Кэл целуются, но останавливаются, потому что Кэл хочет, чтобы Джексон понял Кэла как небинарного человека, а не как женщину. Отис напутствует Лили. Эрик рассказывает Адаму, что он поцеловал Оба. Мистер Грофф обнаруживает интерес к кулинарии и может постоять за себя, когда брат принижает его на званом ужине. Он открывается миссис Грофф, и они спят вместе. Джин рожает девочку, но у неё начинается кровотечение. Отис и Мейв мирятся и целуются. |            |            |                   |                          |                  |
| 24 | 8          | «Эпизод 8» | Раньяраро Мапфумо | Лори Нанн                | 17 сентября 2021 |
| Адам участвует в соревнованиях по аджилити с собаками. Лили снимает свои инопланетные принадлежности и просит свою мать избавиться от них. После просьбы фаната дать автограф она меняет своё решение. Хоуп отстранена от занимаемой должности. Джин приходит в себя после операции и получает результаты теста на отцовство, которые шокируют её. Эрин пробирается в школу и даёт Мейв деньги на программу, но Мейв решает не идти, потому что не хочет расставаться с Отисом, когда они только собрались вместе. Джексон и Кэл улаживают свои разногласия по поводу странных отношений, мешающих им стать парой, после чего они расстаются полюбовно, как друзья. Учащиеся узнают, что школа будет продана застройщикам, поэтому им нужно будет найти альтернативные варианты обучения. Отис сталкивается в больнице с Хоуп, которая пытается провести ещё один раунд экстракорпорального оплодотворения после трёхлетних безуспешных попыток забеременеть. Джин подслушивает, как Отис утешает Хоуп. Лили и Ола заглаживают свою вину. Адам прощает Эрика за поцелуй Оба, но Эрик расстается с ним, потому что чувствует, что теряет часть себя из-за борьбы за то, чтобы быть с кем-то, кому ещё не комфортно в своей идентичности. Адам наконец говорит миссис Грофф, что Эрик был его парнем, и выясняется, что он написал проникновенное стихотворение о своих чувствах к Эрику. Миссис Грофф отказывается от ужина с мистером Гроффом. Эйми уговаривает Мейв продолжить учебу в Соединённых Штатах. Отис и Мейв прощаются. |            |            |                   |                          |                  |

### Сезон 4 (2023)
| № общий | № в сезоне | Название   | Режиссёр           | Автор сценария     | Дата премьеры    |
| --- | ---------- | ---------- | ------------------ | ------------------ | ---------------- |
| 25 | 1          | «Эпизод 1» | Доминик Леклерк    | Лори Нунн          | 21 сентября 2023 |
| Мэйв учится в США, пытаясь сделать так, чтобы ее отношения на расстоянии с Отисом работали. Она отправляет Отису обнаженную фотографию; Отис делает фотографии, чтобы отправить ее, но теряет нервы и не отвечает. Отис, Эрик, Эйми, Джексон, Кэл, Вив и Руби прибывают в Кавендишский колледж и обнаруживают, что его студенты дружелюбны, инклюзивны и экологически осведомлены. Они встречаются с самыми популярными студентами, известными как «Ковен». Майкл изо всех сил пытается вписаться, как и Руби, в то время как Эрик дружит с Ковеном. Айзек поступает в Кавендиш в надежде поступить в университет. Эйми случайно обидела его. Отис пытается перезапустить свою клинику, но обнаруживает, что у Кавендиша уже есть студент-сексотерапевт "О". Он рекламирует свою клинику в презентации, но случайно показывает свои обнаженные фотографии. Кэл принимает тестостерон и борется с повышенным половым влечением; Отис успокаивает их. Адам начинает стажировку на близлежащей ферме. Джин приспосабливается к жизни родителя-одиночки после расставания с Якобом. Она получает новую работу, но Отис беспокоится, что у нее нет времени или сил, чтобы это сработало. Мать Эрика хочет, чтобы он был крещен. Отис и Мэйв занимаются сексом по телефону. |            |            |                    |                    |                  |
| 26 | 2          | «Эпизод 2» | Доминик Леклерк    | Трой Хантер        | 21 сентября 2023 |
| У Джексона случайные сексуальные отношения с Аннабель, которая неожиданно стимулирует его простату, заставляя его сомневаться в своей сексуальности. В то время как его клиника борется с популярностью О, Отис успешно консультирует Романа и Эбби, а другие студенты просят у него совета. О и Отис согласны, что только одна из их клиник может процветать и провести выборы, чтобы решить, какая из них останется. Джин не может справиться со своей новой работой и заботиться о Джой, поэтому Отис просит сестру Джина помочь. Отис ревнует к одному из одноклассников Мэйв, не зная, что они гомосексуалисты. Адаму нужны уроки вождения для его стажировки, и он преодолевает свой страх перед лошадьми. Эрик посещает информационную сессию о крещении в своей церкви, но не уверен, хочет ли он продолжать. Майкл ужинает с Морин и Адамом, но непреднамеренно принижает стажировку Адама. Аннабель упоминает комок на одном из яичек Джексона. Эйми мирит с Исааком. Мэйв расстраивает Отиса, когда говорит ему, что возможная стажировка с ее учителем может продлить ее отсутствие на неопределенный срок; они оба решают, что им нужно немного пространства. Видео кампании О становится вирусным, поэтому Отис нанимает Руби в качестве руководителя своей кампании. Майкл извиняется перед Адамом и предлагает дать ему уроки вождения, на что он соглашается.           |            |            |                    |                    |                  |
| 27 | 3          | «Эпизод 3» | Доминик Леклерк    | Кристина Истха     | 21 сентября 2023 |
| Во флэшбэке одиннадцатилетняя Руби изо всех сил пытается вписаться в свои сверстники и подвергается издевательствам. После того, как она намочила кровать в летнем лагере, ее новая подруга, Сара, помогает ей убирать, но позже рассказывает всем в лагере. Эрик и Отис планируют посетить вечер гей-клуба. Отис работает над своей терапевтской кампанией в доме Руби. Эрик отправляется в дом Романа с Ковеном. У Адама первый урок вождения с отцом. Исаак помогает Эйми с ее художественным проектом, и они почти целуются. Вив приглашает одноклассницу Бо в свой дом. Джексон проверяет шишку яичка и понимает, что у него нет медицинских знаний о своем отце-доноре спермы. Эрик связывается с Ковеном и говорит Отису, что ему не нужно идти в клубный вечер. Руби говорит Отису, что О - это Сара, и они засыпают вместе. Вив и Бо целуются. Ковен, Эрик и Кэл посещают клубный вечер: Эрик принимает экстаз и встречается с мальчиком из своей церкви. Кэл сближается с Айшей, прежде чем обнаружит, что они находятся в отношениях. Моллой резко критикует творчество Мэйв и отдает стажировку своей соседке по комнате Эллен. Мэйв говорят, что ее мать передозировала; она возвращается домой из Америки. |            |            |                    |                    |                  |
| 28 | 4          | «Эпизод 4» | Мишел Сэвилл       | Селина Лим         | 21 сентября 2023 |
| Майкл ходит на свидание, но у него проблемы с выступлением. Радиошоу Джин не очень хорошее: она отвлекается, слишком клиническая и скучная. Она просит Джоанну помочь с Джой, но Джоанна сосредоточена на своем новом парне Дэне. Эйми и Отис сопровождают Мэйв, чтобы навестить ее мать в больнице. Когда Вив уверяет Бо, что они с Джексоном просто друзья, он просит ее стать его девушкой. Мэйв встречает Шона в больнице, где они узнают, что их мать умерла. Шон быстро уходит, а Мэйв остается. Ожидая в машине, Отис советует Эйми о своих чувствах к Исааку. Руби держит клиентов Отиса подальше от О, пока они проводят дебаты в прямом эфире. O нанимают в качестве соведущего для улучшения радиошоу Джина. Эрик помогает на столовой, которой управляет его церковь, и начинает видеть библейские знаки, предлагающие ему креститься. Майкл получает советы от Джин и О о своей личной жизни и понимает, что он все еще любит Морин; он идет к ней домой, и они страстно целуются. Руби постоянно информирует Отис о кампании, но он игнорирует ее. Мэйв покидает больницу и остается в доме своей приемной матери с Эйми и Отисом. |            |            |                    |                    |                  |
| 29 | 5          | «Эпизод 5» | Мишел Сэвилл       | Итан Харви         | 21 сентября 2023 |
| Мэйв и Шон организуют похороны своей матери. Врач Джой обеспокоен тем, что у Джин может быть послеродовая депрессия. Джексон решает найти своего отца, но не говорит матери. Отис виноват в том, что спал с Руби. В дебатах О обвиняет Отиса в том, что он имеет взгляды, похожих на его отец-женоненавистник, и несколько студентов раскрывают, что О бросил их. О показывает, что она асексуалка, и извиняется за свое поведение. Продюсер Жана нанимает О в качестве постоянного соведущего. Эйми рассказывает Мэйв об Исааке, но Мэйв отложит разговор. Церковная суповая кухня Эрика теряет свое финансирование, и Эбби обещает выручку от сбора средств Кавендиша на программу. Мэйв и Отис встречаются, но к ним присоединяется Джоанна, которую поддержал Дэн. Джоанна и Мэйв напиваются и должны покинуть кинотеатр. Айша говорит Кэлу, что у нее полиаморные отношения, и они идут на свидание. Вив, Бо и Джексон посещают кинотеатр, где Бо завидует близости Вив и Джексона. Мэйв и Отис вторглись в кампус Мурдейл и начали заниматься сексом. Они останавливаются, когда Отис рассказывает о своей ночи с Руби, и прибывает полиция. Джин вызывается, чтобы забрать Отиса, и впервые встречается с Мэйв. |            |            |                    |                    |                  |
| 30 | 6          | «Эпизод 6» | Алисса МакКлелланд | Аннализа д'Иннелла | 21 сентября 2023 |
| Эрик начинает видеть запутанные сны о Боге и крещении. Проигнорировав Руби с момента их совместной ночи, Отис связывается с ней, но она увольняется с поста его менеджера кампании и уходит в слезах. Эйми соглашается не встречаться с Исааком после того, как Мэйв говорит ей, что это заставит ее чувствовать себя неловко. Айша и Кэл встречаются в туалете Кавендиш, но Кэл расстраивается, когда у них начинаются месячные. Мэйв и Эйми идут в похоронное бюро, но Шон не пришел с цветами. У Отиса и Эрика есть спор: Эрик жалуется на эгоистичное поведение Отиса, но Отис отказывается отвечать. Мэйв удивлена, когда многие друзья присутствуют на похоронах ее матери после того, как Эйми тайно пригласила их. Шон прибывает, произносит горькую и честную хвалебную речь и сердито уходит. Мистер Хендрикс играет любимую песню Эрин на пианино. Отис и Эрик согласны, что им нужно немного времени друг от друга. Мэйв прощает Отиса и решает не возвращаться в Америку. Адам понимает, что его родители спали вместе без его ведома. Джексон избавился от рака, но ссорится с Вив, когда упоминает о навязчивом и контролирующем поведении Бо. Руби публикует видео, на котором она смочилась в постели. |            |            |                    |                    |                  |
| 31 | 7          | «Эпизод 7» | Алисса МакКлелланд | Белла Хисом        | 21 сентября 2023 |
| Во флэшбэке Джин становится свидетелем того, как парень ее матери издевается над двенадцатилетней Джоанной. Джин покидает свое радиошоу после его приостановки. Она предлагает Джоанне деньги, чтобы погасить свои долги, но с условиями. Мэйв и Отис устраивают ужин с Джин. Джексон не находит никаких записей о нем в банке спермы в Мурдейле. Бо обвиняет Вив в флирте с другой студенткой и нападает на нее. Сломанный лифт мешает Отису, О и Исааку добраться до экзаменационной комнаты; Исаак и Эйми активируют пожарную сигнализацию, чтобы подчеркнуть проблемы доступности кампуса. Адам выравнивает забор за рулем сельскохозяйственного трактора. После ссоры с Жаном Джоанна уходит, когда прибывает Мэйв. Отис и О уладили свои отношения. Мэйв и Джин разговаривают; Мэйв говорит, что критика Моллоя заключается в том, почему она не вернется. Адам ожидает, что его уволят с фермы, но это не так; он говорит Майклу, что думает, что Майкл ненавидит его. Джексон находит письмо своей матери от человека, которого он подозревает, что это его отец. Бо продолжает приставать к Вив, и Джексон утешает ее. Мэйв говорит Отису, что хочет вернуться в Америку на неопределенный срок; они признаются друг другу в любви и занимаются сексом. Мэйв говорит Эйми и Исааку, чтобы они преследовали свои чувства друг к другу; они вместе разбрасывают прах матери Мэйв. |            |            |                    |                    |                  |
| 32 | 8          | «Эпизод 8» | Алисса МакКлелланд | Тара Попула        | 21 сентября 2023 |
| Мэйв возвращается в Америку; она и Отис соглашаются приостановить контакт. Эйми не может сблизиться с Исааком. Отис рулит Джина за то, что она посоветовала Мэйв уйти. О публично извиняется перед Руби. Майкл извиняется перед Адамом и присоединяется к его конному классу. Адам принимает примирение своих родителей и раскрывает Джему, что он бисексуал, который приглашает его на свидание. Эрик покидает свою церковь, которая не принимает его. Джексон находит Джерома, который отвергает его; его матери и Вив утешают его. Кэл убегает, но убежден, что их ценят Эрик и Джексон. Вив заканчивает свои жестокие отношения с Бо. Эйми делает автопортреты в джинсах, в которых на нее напали, а затем уничтожает их. Руби и Отис призывают избирателей дать О еще один шанс. Руби присоединяется к Ковен, но заканчивает дружбу с Отисом. В возобновленном радиошоу Джин Джоанна рассказывает о своем нападении; она решает остаться с Джин. Дэн узнает, что Джой - его дочь от Джин. С Мэйв связывается издатель и сталкивается с Моллой о том, как его негатив влияет на студентов. Эйми и Айзек наконец-то целуются. Отис и Эрик возобновили дружбу. Отис помиряет Джин и признается, что у него разбито сердце из-за ухода Мэйв. Отис находит записку, которую оставила Мэйв.                                                                                               |            |            |                    |                    |                  |

## Производство

### Особенности сериала
Каждый новый сюжетный ход, как правило, начинается со сцены секса, обозначающей проблему, которую придётся решать главному герою. Сексуальные проблемы подростков становятся фоном для освещения более глубоких вопросов взросления, принятия собственной индивидуальности, этического выбора, поиска смысла жизни. Команда сериала уделила большое внимание актуальным проблемам травли в школах, гомофобии, конфликта поколений, употребления наркотиков и возможных причин для суицида. В отличие от других молодёжных сериалов, «Половое воспитание» делает минимальный акцент на атрибутах современной эпохи, стараясь сосредоточить внимание зрителя на живых отношениях между людьми.

### Музыка в сериале
В сериале большой акцент сделан на подбор музыкального сопровождения для подчёркивания характеров героев и их индивидуальности. Отис Милбёрн по сериалу является поклонником пост-панка, хотя по собственному признанию засыпает только под запись криков китов. Мэйв Вайли любит слушать панк-рок новой волны, одной из любимых групп является норвежская четверка Sløtface. В сериале также звучат песни The Cure, Bikini Kill, Billy Idol, Talking Heads, UB40, The Smiths, A-Ha, Generation X, Roots Manuva.

### Съёмки
Съёмки сериала проходили на территории южного Уэльса и Англии в долине реки Уай, в том числе в населённых пунктах Лландого и Тинтерн в Монмутшире. Сцены, происходящие в средней школе Мурдэйла, были сняты в бывшем кампусе Университета Южного Уэльса в Карлеоне, Ньюпорт.

## Критика

### Сезон 1
Первый сезон получил хорошую реакцию критиков. На веб-агрегаторе Rotten Tomatoes рейтинг одобрения составляет 91 % со средней оценкой 8,13 из 10 на основании 75 рецензий. Общий вывод гласит: «Неприлично смешной, душевный и удивительно мудрый, „Половое воспитание“ — грубоватая шалость группы подростков, чьи сексуальные злоключения так тщательно продуманы, что даже для взрослых есть пара вещей, которым можно поучиться». Сайт Metacritic, который использует средневзвешенное значение, присвоил сезону оценку 80 из 100 на основании 29 отзывов, что означает «всеобщее признание».
В позитивном обзоре Лиз Шеннон Миллер из IndieWire поставила сериалу оценку А-, отметив: «Опять же, это история детей, колеблющихся как в дружеских отношениях, так и в отношениях, насквозь пронизанных юношеским воодушевлением. „Половое воспитание“ отлично справляется со многими вещами, главной из которых является создание мира средней школы, который кажется полностью развитым, в некоторой степени реалистичным, но с чувством эскапизма». Льюис Найт из Daily Mirror наградил сериал 5 звёздами, отметив: «Это весёлая, честная и освежающе разнообразная комедия с талантливым актёрским составом и откровенным разговором о сексуальности подростков (и их родителей)». Джеймс Понивозик, обозреватель The New York Times, описал сериал как «своевременный, но не очень актуальный, феминистский, с освежающим чувством страха в отношении своего предмета. Секс в этом шоу является не проблемой или захватывающей приманкой, а аспектом здоровья».
В смешанном отзыве Хэнка Стьюера из The Washington Post отмечается: «Существует типичная проблема сериалов Netflix, когда в середине сезона на один или два эпизода сюжет затихает и останавливается, в то время как сценаристы и продюсеры выясняют концовку. Но всё же в материале чувствуется задумка и искренняя забота, и важная мысль о том, что дело не только в формах и размерах наших „причиндалов“». Эд Пауэр из The Independent раскритиковал сериал и поставил ему лишь 2 звезды из 5, написав: «„Половое воспитание“ сильно страдает от того, что он не основан на особом времени и месте. Он стремится угодить всем, но смущён, и самому сериалу требуется помощь терапевта».
Шути Гатва, исполнивший роль чернокожего гея-подростка Эрика, получил похвалу от критиков, которые отметили, что ему удалось избежать в своём образе клише гея и чернокожего «лучшего друга».
17 января 2019 года, спустя неделю после релиза, Netflix объявил, что сериал посмотрели более чем 40 миллионов зрителей.

### Сезон 2
Рейтинг одобрения второго сезона на сайте Rotten Tomatoes составляет 97 % со средней оценкой 8,26 из 10 на основе 35 рецензий. Консенсус критиков гласит: «Весёлый и душевный второй сезон „Полового воспитания“ определённо расширяет границы сюжета, но авторы очень внимательно относятся к каждому новому элементу сериала и позволяют его персонажам расти». На веб-агрегаторе Metacritic сезон получил оценку в 82 пункта из 100 на основе 10 отзывов, что означает «всеобщее признание».